# Port lotniczy Quito
Port lotniczy Quito (IATA: UIO, ICAO: SEQU) – międzynarodowy port lotniczy położony w Quito, który był jednym z największych portów lotniczych w Ekwadorze. Był również jednym z najwyżej położonych lotnisk na świecie. Został zamknięty 19 lutego 2013 roku - dzień później został otwarty nowy port lotniczy w Quito – Mariscal Sucre, który zlokalizowany jest około 18 km od centrum miasta.